# 三重県道677号加太柘植線
三重県道677号加太柘植線（みえけんどう677ごう かぶとつげせん）は、三重県亀山市から伊賀市に至る一般県道である。

## 概要
亀山市加太中在家から伊賀市柘植町に至る。
伊勢地方と伊賀地方の旧国界にあたる亀山市と伊賀市の境界に沿って山中を走る県道。沿線に集落がないため、道路改良の整備が進んでおらず、簡易舗装に近い状態の路面区間も多い。ほぼ全区間、一車線分の幅員しか確保されていない狭隘路である。なお、終点は国道25号の旧道に合流する。

### 路線データ
- 起点：三重県亀山市加太中在家（三重県道668号関大山田線交点）
- 終点：三重県伊賀市柘植町（国道25号交点）
- 総延長：5,625 m

## 地理

### 通過する自治体
- 三重県
  - 亀山市 - 伊賀市

### 交差する道路
| 交差する道路            | 市町村名 | 交差する場所 | 交差する場所 |
| ----------------------- | -------- | ------------ | ------------ |
| 三重県道668号関大山田線 | 亀山市   | 加太中在家   | 起点         |
| 国道25号 / E25 名阪国道 | 伊賀市   | 柘植町       | [ 注釈 2 ]   |
| 国道25号 / 非名阪       | 伊賀市   | 柘植町       | 終点         |

### 沿線
- JR西日本関西本線・草津線 柘植駅（終点付近）